# Faculté de finance, banque et comptabilité de Lille
Pour les articles homonymes, voir ESA.
 (juillet 2025).
Si vous disposez d'ouvrages ou d'articles de référence ou si vous connaissez des sites web de qualité traitant du thème abordé ici, merci de compléter l'article en donnant les références utiles à sa vérifiabilité et en les liant à la section « Notes et références ».
La Faculté de finance, banque et comptabilité de Lille (FFBC) est à l'origine une école supérieure de commerce créée en 1990 : lESA, École supérieure des affaires; bien que l'on puisse faire remonter son émergence à la création du plus ancien diplôme qu'elle délivre, la Maîtrise des sciences et techniques comptables et financières depuis 1982, désormais remplacée par le Master Comptabilité Contrôle Audit, autour duquel l'ESA s'est formée. Elle se situe depuis 1995 dans les locaux de la Faculté de droit de Lille et constitue l'une des composantes de l'Université de Lille depuis 1996. 
L'ESA a été érigé en Faculté de Finance, Banque, et Comptabilité à la rentrée 2009/2010 et occupe un bâtiment construit à l'intérieur de la Faculté de droit. Elle s'associe ensuite à l'Institut du Marketing et du Management de la Distribution (IMMD, composante également de l'Université de Lille) à l'occasion de la fusion des universités lilloises de 2018. Finalement, la faculté FFBC-IMMD fusionne avec l'IAE Lille pour former en 2020 l' "IAE Lille University School of Management".
Après Christian Marmuse, Joël Lesoin, Frédéric Lobez et Pascal Grandin, le directeur, désormais « doyen », est Eric de Bodt (depuis 2012).
L'ESA est l'une des premières Écoles à avoir mis en œuvre les nouveaux diplômes européens (réforme LMD), dès 2002.

## L'offre de formation
Dans le cadre LMD de l'université, la Faculté assure les formations suivantes :
- licence de gestion (mention Banque, Comptabilité ou Administration des affaires) ;
- licence de gestion franco-chinoise (correspond à la licence de gestion + diplôme universitaire chinois) depuis septembre 2007. Elle bénéfice durant la première année de la plupart des mêmes cours que la licence de Gestion et intègre 10 heures d'apprentissage du Mandarin hebdomadaires. La deuxième année de la Licence de Gestion Franco-Chinoise se déroule à l'université de Wuhan, en chine ;
- licence professionnelle Banque ;
- master Administration des affaires ;
  - Finance et banque
  - Comptabilité Contrôle Audit,
  - Distribution et marketing,
- Diplôme européen d'intelligence économique et stratégique,
- doctorat.

## Cursus Master doubles diplômes
Dans le cadre d'un Master recherche (M2R) de l'université, la Faculté assure des formations en finance coordonnées avec le cursus d'autres établissements d'enseignement :
- banking & finance advanced program avec l'École centrale de Lille et SKEMA Business School ;
- programme gestion-de-patrimoine avec l'ISA Lille.

## Échanges internationaux
Le réseau Erasmus + permet à chaque étudiant européen d'étudier dans les autres pays européens, en Irlande, en Finlande, en Belgique en Allemagne, en Espagne, aux Pays-Bas... La faculté propose des échanges universitaires avec l'Université de Laval au Québec.

## Recherche
Groupe d'Étude et de Recherche en Management des Entreprises (GERME)

### Le centre de recherche -Lille School of Management Research center
Historique du centre :
Le centre de recherche - Lille School Management Research Center a vécu des nombreuses évolutions. En 2007, le Groupe d’Étude et de Recherche en Management des Entreprises (GERME), unité de recherche de l’Université de Lille, et le laboratoire de recherche de l’École Supérieure de Commerce (ESC) de Lille ont fusionné. D’autre part, l’ESC Lille et le Centre d’Enseignement et de Recherche Appliqués au Management (CERAM), ont donné naissance à la School of Knowledge Economy  and Management (SKEMA  Business School ), et une convention a été signée en 2008 entre les établissements pour développer une stratégie de recherche commune et créer le Lille Skema Management Research Center (LSMRC) dans sa forme jusqu'à juin 2016. Le LSMRC rassemblait donc des enseignants chercheurs provenant de différents établissements et répartis sur trois sites géographiques distincts (deux à Lille et un à Nice via Skema),.
En juin 2016, la faculté propose une nouvelle licence professionnelle intitulée «parcours gestionnaire et conseiller en assurance».
Le Lille School Management Research Center ( LSMRC), est un centre leader pour la recherche, le développement et l'innovation sur tous les champs de la science de gestion.
Il est composé de deux centres de recherches :
- Le European Center for corporate Governance and controle Studies (ECGC).
- L'unité de recherche MERCUR (Marketing, E-commerce, Consumption, Ubiquity  and RetailingResearch Center).

Avec plus de 30 chercheurs actifs, le centre de recherche - Lille School Management Research Center ( LSMRC), nourrit des programmes de recherches ambitieux, de niveau international, débouchant sur des innovations majeures dans les domaines de la Finance, de la Comptabilité et du Marketing.

## Associations
- A.A.E.S. Association des anciens (depuis 1997)
- Association LMD’ESA, maintenant principalement BDE FFBC
- ESUS Conseil, pépinière junior entreprise  (membre de la CNJE)

## Implantation dans l'agglomération
La FFBC est implantée dans le campus Moulins-Ronchin de l'université, ce site est desservi par la station de métro Porte de Douai - Jardin des Plantes.